# Carmenta pyralidiformis
Carmenta pyralidiformis (tên tiếng Anh: Boneset Borer) là một loài bướm đêm thuộc họ Sesiidae. Nó được Walker miêu tả năm 1856. Nó được tìm thấy ở Bắc Mỹ, bao gồm Arkansas, Illinois, Maryland, Massachusetts, Michigan, Missouri, New Jersey, Ohio và Virginia.
Sải cánh dài khoảng 21 mm.
Ấu trùng ăn rễ của boneset, a wetland plant có ở streams và ditch banks.